# Barchfeld-Immelborn
Barchfeld-Immelborn is een gemeente in de Duitse deelstaat Thüringen en maakt deel uit van de Wartburgkreis. De gemeente ontstond op 31 december 2012, waarbij de voordien zelfstandige gemeente Immelborn in de gemeente Barchfeld werd opgenomen en de daardoor uitgebreide gemeente in Barchfeld-Immelborn werd hernoemd. Tegelijkertijd werd de Verwaltungsgemeinschaft Barchfeld, waarin de gemeenten samenwerkten, opgeheven.

## Geografie

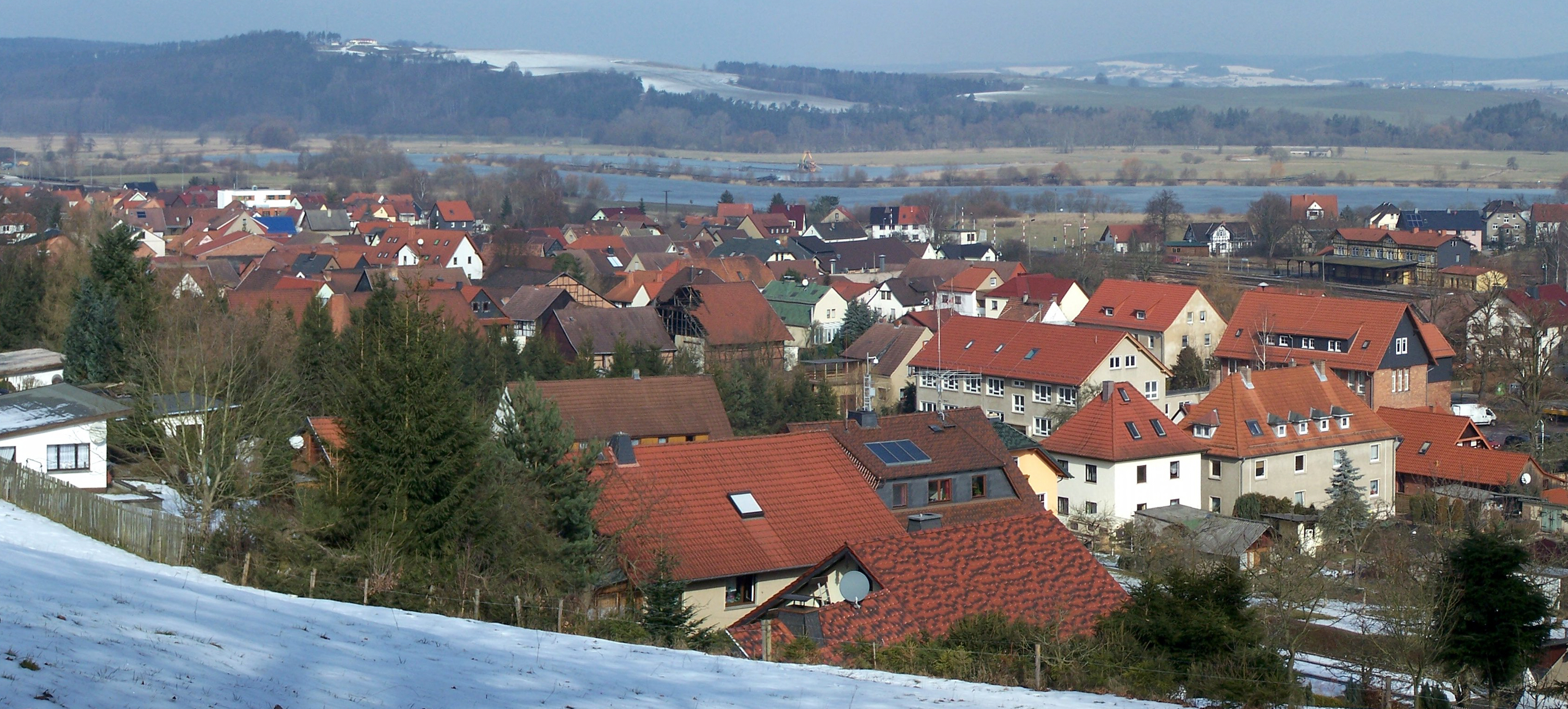
Het ortsteil Immelborn

De gemeente ligt in het zuidoostelijke deel van de Wartburgkreis. Het gemeentegebied wordt in het noorden begrensd door het gebied van de gemeente Moorgrund, in het oosten door de stad Bad Liebenstein. In het zuiden is de grens met Breitungen/Werra tegelijkertijd de kreisgrens van de Wartburgkreis met Landkreis Schmalkalden-Meiningen. In het westen grenst ze aan de kreisstadt Bad Salzungen.

### Indeling
Barchfeld-Immelborn bestaat uit de ortsteilen Barchfeld en Immelborn. Tot het ortsteil Immelborn behoren de nederzettingen Übelroda, Ettmarshausen en Hauenhof. Bestuurszetel van de gemeente is Barchfeld.